# Диффеотоп
Диффеото́п (от англ. diffiety, образованного словослиянием англ. differential — «дифференциал» и англ. variety — «многообразие») — вторичное многообразие, то есть многообразие всех формальных решений дифференциального уравнения. Вообще говоря, бесконечномерное многообразие {\displaystyle {\mathcal {O}}} с дополнительной структурой (контактной структурой бесконечного порядка) — интегрируемым распределением {\displaystyle {\mathcal {C}}}, которое локально эквивалентно бесконечному продолжению дифференциального уравнения {\displaystyle {\mathcal {E}}^{\infty }}. Причём при локальности «функции склейки» должны сохранять соответствующие распределения.
Размерность диффеотопа {\displaystyle \operatorname {Dim} {\mathcal {O}}} — это размерность {\displaystyle {\mathcal {n}}} распределения {\displaystyle {\mathcal {C}}}. Размерность диффеотопа не равна «обычной» размерности многообразия {\displaystyle {\mathcal {O}}}, обычно бесконечной.
Понятие диффеотопа отражает концепцию общих систем дифференциальных уравнений в частных производных (обычно нелинейных) по аналогии с тем, как понятие аффинного алгебраического многообразия отражает концепцию общих систем алгебраических уравнений.

## Предварительные сведения
Пример. Проективный диффеотоп. Рассмотрим гладкое {\displaystyle (n+m)}-мерное многообразие {\displaystyle E=E^{n+m}} и множество {\displaystyle E_{n}^{k}} пар {\displaystyle (\theta ,[M]_{\theta }^{k})}, где {\displaystyle \theta \in E}, а {\displaystyle [M]_{\theta }^{k}} — класс подмногообразий размерности {\displaystyle n}, проходящих через точку {\displaystyle \theta } и касающихся друг друга с порядком {\displaystyle k}. Из конструкции пространств {\displaystyle J^{k}(\pi )}, {\displaystyle k=0,1,\dots ,\infty } (пространств {\displaystyle k}-джетов расслоения {\displaystyle \pi }) следует, что:
- множества {\displaystyle E_{n}^{k}} наделены естественной структурой гладкого многообразия;
- существуют естественные проекции {\displaystyle E_{n}^{k+1}\to E_{n}^{k}};
- обратный предел данных проекций — пространство {\displaystyle J^{\infty }(E,n)=E_{n}^{\infty }} — наделено естественным интегрируемым распределением;
- пространство {\displaystyle J^{\infty }(E,n)}:

- локально имеет вид {\displaystyle J^{\infty }(\pi )} для некоторого {\displaystyle m}-мерного расслоения {\displaystyle \pi } над {\displaystyle n}-мерным многообразием;
- есть диффеотоп размерности {\displaystyle n}.

Диффеотоп — естественное обобщение понятия бесконечно продолженного уравнения, которое возникает при:
- факторизации,
- рассмотрении нелокальных симметрий,
- в других ситуациях.

На произвольные диффеотопы переносятся, буквально или в модифицированном виде, все естественные конструкции геометрической теории дифференциальных уравнений.
Структура диффеотопа позволяет развить на нём определённую версию дифференциального исчисления, называемую вторичным исчислением. Различные естественные свойства диффеотопа и соответствующей ему системы дифференциальных уравнений раскрываются в терминах вторичного исчисления, и наоборот.
Диффеотоп есть объект категории дифференциальных уравнений. Морфизмами этой категории являются гладкие отображения, которые сохраняют распределения.
Накрытие в категории дифференциальных уравнений — локальный изоморфизм {\displaystyle \tau \colon {\mathcal {O'}}\to {\mathcal {O}}}.
{\displaystyle \tau }-нелокальная симметрия для {\displaystyle {\mathcal {O}}} в категории дифференциальных уравнений — симметрия объекта {\displaystyle {\mathcal {O'}}}. Нелокальные симметрии типа {\displaystyle \tau } составляют алгебру Ли, которая совпадает с {\displaystyle \operatorname {sym} {\mathcal {O'}}}.
Паутина — категория, образованная всеми накрытиями данного диффеотопа. Из неё следует ряд следствий, важных для вторичного исчисления. Диффеотоп — аналог аффинного многообразия в алгебраической геометрии, паутина — аналог поля рациональных функций на аффинном многообразии.
Вторичное дифференциальное исчисление, то есть дифференциальное исчисление на диффеотопах, определяет:
- истинную когомологическую природу теории дифференциальных уравнений;
- новые направления дальнейшего развития этой теории.

## Историческая справка

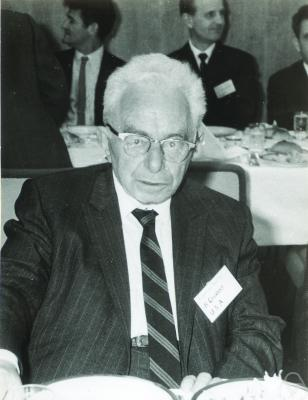
Рихард Курант

Данный исторический экскурс свидетельствует об удивительном единстве дифференциальной математики — в противовес следующему замечанию немецкого и американского математика Рихарда Куранта (1888—1972)(1842—1899):

Вопросы, связанные с дифференциальными уравнениями в частных производных порядка выше первого, настолько разнообразны, что построение единой общей теории ([как для уравнений первого порядка]) не представляется возможным.
— Рихард Курант. 1962

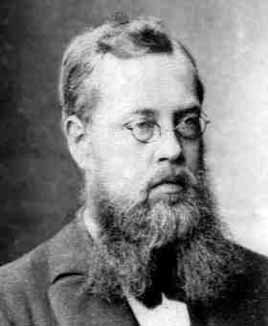
Софус Ли

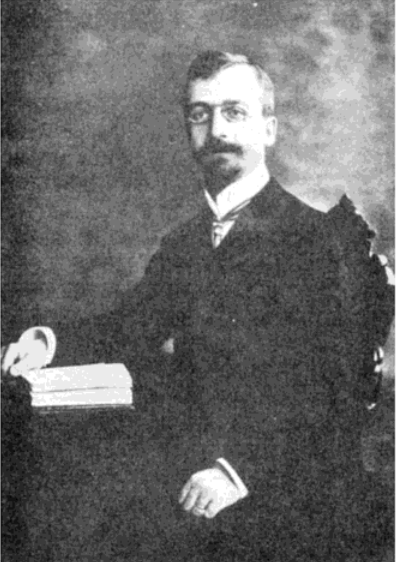
Эли Жозеф Картан

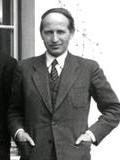
Шарль Эресманн

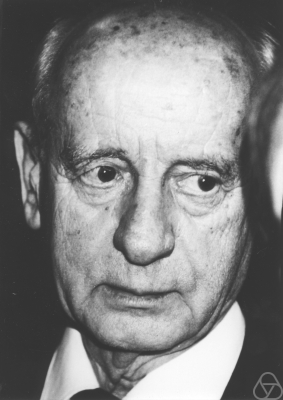
Эрих Келер

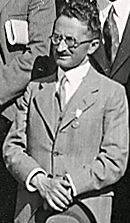
Джане, Морис

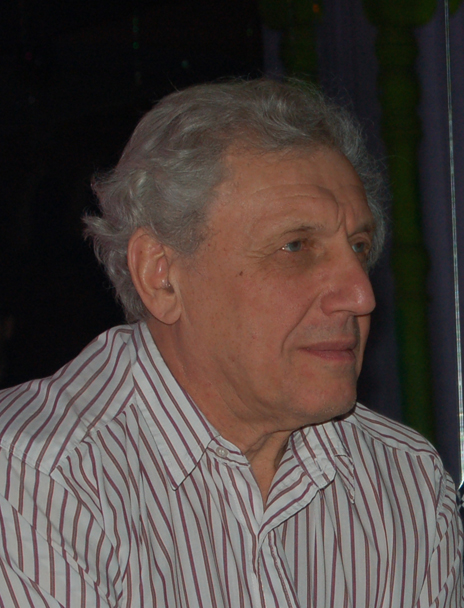
Александр Михайлович Виноградов

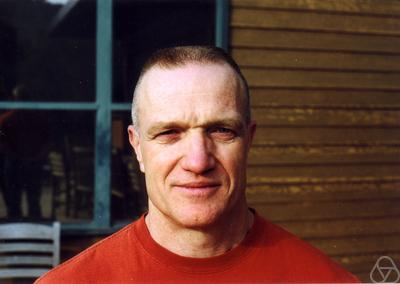
Роберт Лимон Брайант

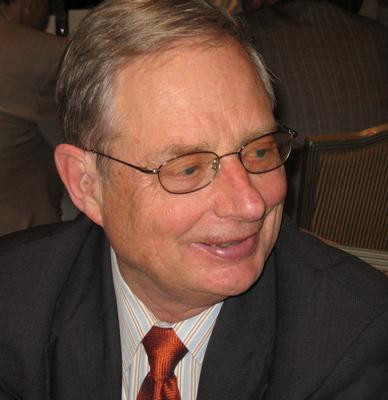
Филипп Гриффитс

1. Зарождение. Современная геометрическая теория дифференциальных уравнений была заложена в конце XIX века в классических работах норвежского математика Софуса Ли (1842—1899) созданием:
- законченной теории дифференциальных уравнений первого порядка;
- фундамента классической теории симметрии.

На рубеже веков французский математик Эли Жозеф Картан (1869—1951), в свою очередь:
- доказал значимость инвариантных методов в общей теории дифференциальных уравнений;
- применил эти методы на геометрическом языке векторных полей и дифференциальных форм,

но, поскольку координаты играли ещё заметную роль в его работах, он так и не дал полных доказательств ряда своих глубоких результатов.
2. Забвение. В конце XIX — начале XX века великая симфония Софуса Ли, его краеугольный камень общей теории нелинейных уравнений с частными производными, был почётным разделом чистой математики. Но это славное время прекратило своё существование сразу после Первой мировой войны, как будто эта война убила великую нелинейную культуру старых мастеров. Назовём две причины, по которым из храма, созданного Софусом Ли, остались только группы Ли и алгебры Ли:
- всеобъемлющее искушение линеаризовать всё на свете (пример — функциональный анализ);
- при исследовании дифференциальных уравнений в частных производных (пусть и линейных) приходится использовать разные математические структуры, часть которых, особенно из гомологической алгебры, тогда ещё не была открыта.

3. Возрождение. В 50-е и 60-е годы XX века теория Картана была развита дальше в том числе в трудах японского математика Масатаке Кураниси (1924—2021), занимающих центральное место в этом развитии. В этот же период французский математик Шарль Эресманн (1905—1979) ввёл язык джетоа (струй), который эволюционировал в полезный рабочий язык теории дифференциальных уравнений. В частности, используя язык джетов:
- американский математик Губерт Леопольд Гольдшмидт (род. 1942) значительно улучшил формулировки следующих теорем[16]:

- существования Картана — Келера (Эрих Келер (1906—2000) — немецкий математик);
- Картана — Кураниси;

- американский математик Дональд Клейтон Спенсер[англ.] (1912—2001) открыл механизм когомологий Спенсера[англ.] — важную составную часть рассматриваемого дифференциального исчисления.

В итоге многообразия джетов стали естественной геометрической основой теории дифференциальных уравнений. В частности, пространство касательных элементов, фундамент теории Софуса Ли, есть многообразие джетов первого порядка. Наконец, отметим влияние исследований американских математиков Дональда Клейтона Спенсера и Шломо Цви Штернберга (1936—2024) на общее развитие данной теории.
4. Развитие. Вторичное дифференциальное исчисление — естественное продолжение исследований Софуса Ли и его последователей, дополненное работами математиков в области формальной теорией дифференциальных уравнений с частными производными. Было вскрыто глубокое когомологическое основание прежней формальной теории, разработанной французскими — Шарлем Эдмоном Альфредом Рикье (1853–1929), Морисом Джане (1888–1983) — и другими математиками.
В начале 80-х годов XX века при исследованиях геометрии уравнений с частными производными, начатых в 70-х годах, были открыты первые структуры вторичного дифференциального исчисления московскими математиками посредством естественного синтеза прежних теорий, который основывался на алгебраической «перестройке» анализа. Геометрические основания теории нелинейных дифференциальных уравнений были предметом обсуждения на семинаре, работающем на механико-математическом факультете МГУ под руководством Александром Михайловичем Виноградовым (1938—2019) и участниками Валентином Васильевичем Лычагиным, Борисом Абрамовичем Купершмидтом, Иосифом Семёновичем Красильщиком и другими.
Впервые понятие «диффеотопов», названных «объектами категории нелинейных дифференциальных уравнений», которые «оказываются именно бесконечно продолженные уравнения», появилось в статье Александра Михайловича Виноградова «Геометрия нелинейных дифференциальных уравнений» в 1980 году, которая была переведена на английский язык в 1981 году. Впервые термин «диффеотоп» появился в статье Александра Михайловича Виноградова «Локальные симметрии и законы сохранения», вышедшей в марте 1984 года на английском языке, русский вариант которой поступил в редакцию 24 декабря 1982 года.
5. Современное состояние. Два основных направление современной теории нелинейных дифференциальных уравнений с частными производными следующие:
- вторичное дифференциальное исчисление. Этот раздел современной математики представляет собой:

- фундамент теории нелинейных дифференциальных уравнений с частными производными;
- объединяющую теорию с приложениями от арифметической алгебраической геометрии до современных теорий элементарных частиц;

- внешние дифференциальные системы. Имеют место два аспекта:

- начиная с работ Эли Жозефа Картана, имеет место традиция представлять дифференциальные уравнения с частными производными в виде внешних дифференциальных систем;
- как геометрические структуры внешние дифференциальные системы аналогичны дифференциальным уравнениям с частными производными, поэтому затронутые теории можно перевести на их язык, как это сделано в работах Роберта Лимона Брайанта (род. 1953) и Филиппа Огастаса Гриффитса (род. 1938).

## Определения

### Элементарный диффеотоп
1. Элементарный диффеотоп. Элементарный диффеотоп — пара {\displaystyle {\text{𝒪}}=({\text{𝒴}}_{\infty },{\text{𝒞}}\,({\text{𝒴}}_{\infty }))}, то есть объект в категории дифференциальных уравнений DE как (вообще говоря, бесконечномерное) многообразие {\displaystyle {\text{𝒪}}} с алгеброй гладких функций {\displaystyle A={\text{ℱ}}\,({\text{𝒪}})} и конечномерным структурным распределением {\displaystyle {\text{𝒞}}={\text{𝒞}}\,({\text{𝒪}})} такое, что тройка {\displaystyle ({\text{𝒪}},{\text{ℱ}}\,({\text{𝒪}}),{\text{𝒞}}\,({\text{𝒪}}))} локально представлена тройкой {\displaystyle ({\text{𝒴}}_{\infty },{\text{ℱ}}\,({\text{𝒴}}_{\infty }),{\text{𝒞}}\,({\text{𝒴}}_{\infty }))} для некоторого уравнения с частными производными {\displaystyle {\text{𝒴}}} и его продолжения {\displaystyle {\text{𝒴}}_{\infty })}. Термин «локально» понимается в смысле топологии Зарисского, происходящей из алгебры {\displaystyle {\text{ℱ}}\,({\text{𝒪}})}.
Элементарные диффеотопы взаимодействуют с уравнениями с частными производными так же, как аффинные алгебраические многообразия с алгебраической геометрией.
2. Размерность. Диффеотопная размерность {\displaystyle \operatorname {Dim} {\text{𝒪}}} элементарного диффеотопа {\displaystyle {\text{𝒪}}=({\text{𝒴}}_{\infty },{\text{𝒞}}\,({\text{𝒴}}_{\infty }))} — размерность конечномерного структурного распределения {\displaystyle {\text{𝒞}}\,({\text{𝒴}}_{\infty })}. Другими словами, это количество «независимых переменных» в уравнении с частными производными {\displaystyle {\text{𝒴}}}.
Диффеотоп — склейка элементарных диффеотопов одной диффеотопной размерности.

### Морфизмы
1. Морфизм. Морфизм диффеотопов {\displaystyle {\text{𝒪}}} и {\displaystyle {\text{𝒪}}\,'} — гладкое отображение {\displaystyle \Phi \colon {\text{𝒪}}\to {\text{𝒪}}\,'}, согласованное с распределениями Картана. Используемые термины означают:
- гладкое отображение — если {\displaystyle f\in {\text{ℱ}}\,({\text{𝒪}}\,')}, то {\displaystyle \Phi \circ f\in {\text{ℱ}}\,({\text{𝒪}})}
- согласованность с распределениями — образ распределения {\displaystyle {\text{𝒞}}\,({\text{𝒪}})} относительно дифференциала {\displaystyle \Phi } лежит в {\displaystyle {\text{𝒞}}\,({\text{𝒪}})\,'}, другими словами,

{\displaystyle d_{\theta }\Phi \colon \,{\text{𝒞}}_{\theta }\to {\text{𝒞}}_{\Phi (\theta )}\quad \forall \,\theta \in {\text{𝒪}},}
где {\displaystyle d_{\theta }\Phi } — дифференциал {\displaystyle \Phi } в точке {\displaystyle \theta }.
2. Координатное представление. При координатном представлении морфизмы диффеотопов из {\displaystyle {\text{𝒪}}} в {\displaystyle {\text{𝒪}}\,'} суть бесконечные продолжения дифференциальных операторов, которые отображают
решения уравнения {\displaystyle {\text{𝒴}}\,} в решения уравнения {\displaystyle {\text{𝒴}}\,\,'}, где {\displaystyle {\text{𝒴}}_{\infty }} и {\displaystyle {\text{𝒴}}\,\,'_{\infty }} локально есть {\displaystyle {\text{𝒪}}} и {\displaystyle {\text{𝒪}}\,'}. В более точной терминологии, если {\displaystyle \Delta } — такой оператор, а {\displaystyle \theta =[L]_{x_{0}}^{\infty }\in {\text{𝒴}}_{\infty }} и {\displaystyle u=f(x)} — локальное описание подмногообразия {\displaystyle L},
то значения производных от {\displaystyle \Delta (f)} в соответствующей точке {\displaystyle y} суть джетовые координаты для {\displaystyle \Phi (\theta )\in {\text{𝒴}}\,\,'_{\infty }}.

### Накрытия
1. Накрытие. Накрытие (в категории DE) — представитель класса морфизмов диффеотопов {\displaystyle \Phi \colon {\text{𝒪}}\to {\text{𝒪}}\,'} таких, что:
- {\displaystyle \Phi } — сюръекция;
- {\displaystyle d_{\theta }\Phi \colon \,{\text{𝒞}}_{\theta }\to {\text{𝒞}}_{\Phi (\theta )}} — изоморфизм для всех {\displaystyle \theta \in {\text{𝒪}}\,'}.

2. Нелокальная симметрия. Для заданного уравнения с частными производными {\displaystyle {\text{𝒴}}\,} понятие нелокальной симметрии (например, закона сохранения)  формализуется с помощью понятия накрытия.
{\displaystyle \Phi }-нелокальная симметрия (например, соответственно, закон сохранения) для {\displaystyle {\text{𝒴}}\,} — симметрия например, соответственно, закон сохранения) для {\displaystyle {\text{𝒴}}\,\,'_{\infty }}, где {\displaystyle \Phi \colon \,{\text{𝒴}}\,\,'_{\infty }\to {\text{𝒴}}_{\infty }} — накрытие.
Естественно называть нелокальными такие объекты дифференциального исчисления (например, гладкие функции), которые на {\displaystyle {\text{𝒴}}\,\,'_{\infty }} включают в себя, вообще говоря,  разные «нелокальности» (например, интегралы), если они выражены через соответствующие объекты на {\displaystyle {\text{𝒴}}\,\,}.
3. Примеры. В теории уравнений с частными производными имеются конструкции, которые неявно используют накрытия, например:
- преобразование Беклунда,
- факторизация уравнений,
- структуры продолжения Уолквиста — Эстабрука,

что демонстрирует важность этого понятия.
Пусть преобразование Беклунда связывает решения уравнений {\displaystyle {\text{𝒴}}\,\,'} и {\displaystyle {\text{𝒴}}\,\,''}. Тогда его можно интерпретировать как следующую диаграмму накрытий:
{\displaystyle {\text{𝒪}}\,'\xleftarrow {\Phi '} {\text{𝒪}}\xrightarrow {\Phi ''} {\text{𝒪}}\,'',}
где
{\displaystyle {\text{𝒪}}\,'=({\text{𝒴}}\,\,'_{\infty },{\text{𝒞}}\,({\text{𝒴}}\,\,'_{\infty })),\quad {\text{𝒪}}\,''=({\text{𝒴}}\,\,''_{\infty },{\text{𝒞}}\,({\text{𝒴}}\,\,''_{\infty })),\quad {\text{𝒪}}=({\text{𝒴}}_{\infty },{\text{𝒞}}\,({\text{𝒴}}_{\infty }))} —
элементарные диффеотопы для некоторого уравнения с частными производными {\displaystyle {\text{𝒴}}\,\,}.

### Общий диффеотоп
Важно, что нелокальные величины определённого типа несмотря на то, что «живут» на разных накрытиях, всё равно образуют «сообщество», например, симметрии одного уравнения образуют алгебру Ли. Эта закономерность даёт возможность создать для этих нелокальных величин общее для них исчисление, сильно увеличивая возможности теории, например, анализа симметрий. Чтобы включить и нелокальные величины в рамки категории DE, расширим их, обобщив понятие диффеотопа.
(Общий) диффеотоп — локально обратный предел последовательности накрытий
{\displaystyle {\text{𝒪}}_{1}\xleftarrow {\Phi _{1}} {\text{𝒪}}_{2}\xleftarrow {\Phi _{2}} \cdots \xleftarrow {\Phi _{i-1}} {\text{𝒪}}_{i}\xleftarrow {\Phi _{i}} \cdots ,}
где {\displaystyle {\text{𝒪}}_{i}} — элементарные диффеотопы.
Общий диффеотоп естественным порядком оснащён {\displaystyle n}-мерным распределением Картана {\displaystyle {\text{𝒞}}\,({\text{𝒪}})}, где {\displaystyle n=\operatorname {Dim} ({\text{𝒪}}_{i}),i=1,2,\ldots }.
Распределение Картана (контактная структура бесконечного порядка) {\displaystyle {\text{𝒞}}\,({\text{𝒪}})} на общем диффеотопе {\displaystyle {\text{𝒪}}} — обратный предел распределений {\displaystyle {\text{𝒞}}\,({\text{𝒪}}_{i})}.
Распределение Картана {\displaystyle {\text{𝒞}}\,({\text{𝒪}})} есть фробениусово (интегрируемое) распределение.

## Секондаризация

### Вторичные векторные поля
Алгебра {\displaystyle {\text{ℱ}}({\text{𝒪}})} гладких функций на общем диффеотопе {\displaystyle {\text{𝒪}}}, то есть прямой предел алгебр {\displaystyle {\text{ℱ}}({\text{𝒪}}_{i})}, оснащена выделенным классом эквивалентных фильтраций, то есть фильтраций, вписанных друг в друга. Это даёт возможность не только определить {\displaystyle FG}-категорию {\displaystyle {\text{ℱ}}({\text{𝒪}})}-модулей, но и развить в ней дифференциальное исчисление на объектах, связанных с бесконечно продолженными дифференциальными уравнениями.
Пример. Фильтрованные дифференциальные алгебры {\displaystyle {\text{ℱ}}({\text{𝒪}})} составляют {\displaystyle {\text{ℱ}}({\text{𝒪}})}-модуль {\displaystyle D({\text{𝒪}})}. Элементы этого модуля интерпретируются как первичные векторные поля на общем диффеотопе {\displaystyle {\text{𝒪}}}. Структура алгебры Ли определяется на {\displaystyle {\text{ℱ}}({\text{𝒪}})}-модуле обычной операцией коммутирования. То, что идеал этой алгебры Ли — подмодуль {\displaystyle {\text{𝒞}}\,D({\text{𝒪}})\subset D({\text{𝒪}})}, который образован векторными полями, касающихся распределения Картана, равносильно тому, что {\displaystyle {\text{𝒞}}\,({\text{𝒪}})} есть фробениусово распределение. Другими словами, определена алгебра Ли
{\displaystyle \operatorname {sym} ({\text{𝒪}})=D_{\text{𝒞}}({\text{𝒪}})/{\text{𝒞}}\,D({\text{𝒪}})},
где
{\displaystyle D_{\text{𝒞}}({\text{𝒪}})=\{X\in D({\text{𝒪}})\mid [X,{\text{𝒞}}\,D({\text{𝒪}})]\subset {\text{𝒞}}\,D({\text{𝒪}})\}},
а элементы этой алгебры Ли суть вторичные векторные поля на общем диффеотопе {\displaystyle {\text{𝒪}}}.

### Вторичное дифференциальное исчисление
1. Вторичная дифференциальная форма. Зададим на произвольном диффеотопе {\displaystyle {\text{𝒪}}}:
- {\displaystyle {\text{ℱ}}({\text{𝒪}})}-модуль {\displaystyle \Lambda ^{p}({\text{𝒪}})} (первичных) p-дифференциальных форм;
- соответствующий подмодуль Картана {\displaystyle \,{\text{𝒞}}\,\Lambda ^{p}({\text{𝒪}})\subset \Lambda ^{p}({\text{𝒪}})};
- {\displaystyle {\text{𝒞}}\,}-спектральную последовательность c {\displaystyle r}-м членом

{\displaystyle \{{\text{𝒞}}\,E_{r}^{p,q}({\text{𝒪}}),d_{r}^{p,q}\}.}
Вторичная дифференциальная форма на диффеотопе {\displaystyle {\text{𝒪}}} — элемент первого члена {\displaystyle \{{\text{𝒞}}\,E_{1}^{p,q}({\text{𝒪}}),d_{1}^{p,q}\}} {\displaystyle \,{\text{𝒞}}\,}-спектральной последовательности этого диффеотопа, где {\displaystyle p} — фильтрационный индекс, {\displaystyle p+q} — степень.
2. Вторичные аналоги отображений. Рассмотрим отображение {\displaystyle {\text{ℱ}}({\text{𝒪}})}-модулей {\displaystyle \Phi ^{*}\colon \Lambda ^{*}({\text{𝒪}}\,')\to \Lambda ^{*}({\text{𝒪}})}, которое ассоциировано с морфизмом диффеотопов {\displaystyle \Phi \colon {\text{𝒪}}\,'\to {\text{𝒪}}}. Это отображение для любого {\displaystyle p} переводит подмодуль Картана {\displaystyle \,{\text{𝒞}}\,\Lambda ^{*}({\text{𝒪}}\,')} в {\displaystyle \,{\text{𝒞}}\,\Lambda ^{*}({\text{𝒪}})}, а следовательно, и {\displaystyle \,{\text{𝒞}}\,^{p}\Lambda ^{*}({\text{𝒪}}\,')} в {\displaystyle \,{\text{𝒞}}\,^{p}\Lambda ^{*}({\text{𝒪}})} для любого {\displaystyle p}. Другими словами, {\displaystyle \Phi ^{*}} есть цепное отображение, которое сохраняет {\displaystyle \,{\text{𝒞}}\,}-фильтрацию.
Отсюда следует, что это цепное отображение {\displaystyle \Phi ^{*}} порождает следующее отображение {\displaystyle \,{\text{𝒞}}\,}-спектральных последовательностей:
{\displaystyle \Phi _{r}^{*}\,\colon \,{\text{𝒞}}\,E_{r}^{p,q}({\text{𝒪}}\,')\to \,{\text{𝒞}}\,E_{r}^{p,q}({\text{𝒪}})\quad \forall \,r\geqslant 0,}
которое есть уже коцепное отображение комплексов из {\displaystyle \{{\text{𝒞}}\,E_{r}({\text{𝒪}}\,'),d_{r}\}} в {\displaystyle \{{\text{𝒞}}\,E_{r}({\text{𝒪}}),d_{r}\}.} При этом индуцированное отображение когомологий совпадает с {\displaystyle \Phi _{r+1}^{*}}.
Существуют естественные интерпретации следующих отображений как вторичных аналогов:
- {\displaystyle \Phi _{1}^{*}} — вторичный аналог отображения алгебр дифференциальных форм, которое индуцировано гладким отображением;
- {\displaystyle \Phi _{2}^{*}} — вторичный аналог соответствующего отображения алгебр когомологий де Рама.

### Задача секондаризации
1. Секондаризация. Из предыдущего изложения можно сделать два вывода:
- диффеотоп — объект, на котором естественным образом возникает вторичное дифференциальное исчисление;
- первичное исчисление на диффеотопе {\displaystyle {\text{𝒪}}}, интерпретируемое как вторичное исчисление в {\displaystyle FG}-категории над {\displaystyle {\text{ℱ}}({\text{𝒪}})}-модулями, есть исходный материал для построения вторичного исчисления на диффеотопе {\displaystyle {\text{𝒪}}}.

Задача секондаризации (основная задача вторичного исчисления) — определить вторичный аналог данного объекта классического анализа, а затем вычислить его. Этот процесс называется алгоритмом секондаризации.
2. Дифференциальное исчисление. Объекты, с которыми имеет дело секондаризация, приходится не токо определять, но также и вычислять. Например, при конструировании вторичных дифференциальных форм приходится вычислять первый член {\displaystyle \,{\text{𝒞}}\,}-спектральной последовательности, то есть соответствующие когомологии. Так что вторичную дифференциальную форму нельзя определить как однозначно заданное аналитическое выражение, как это делается в обычном анализе.
Практически невозможное предприятие формализации задачи секондаризации таким образом, чтобы у неё было общее решение, сводится к формализации дифференциального исчисления, то есть к выяснению, что такое в точности «дифференциальное исчисление».

## Принцип соответствия

### Диффеотопы разных размерностей
Рассмотрим {\displaystyle n}-мерное многообразие {\displaystyle M} как диффеотоп двумя разными и одинаково естественными способами в зависимости от выбора распределения Картана:
- нульмерное распределение Картана

{\displaystyle M\ni a\mapsto \{0\}=\,{\text{𝒞}}_{a}\subset T_{a}M}
определяет диффеотоп диффеотопной размерности нуль. Его интегральные многообразия — просто точки исходного многообразия {\displaystyle M};
- другое распределение Картана

{\displaystyle M\ni a\mapsto \,{\text{𝒞}}_{a}=T_{a}M}
определяет диффеотоп диффеотопной размерности {\displaystyle n}. Его интегральные многообразия — открытые области в {\displaystyle M}.
В итоге получаем, что самые маленькие диффеотопы диффеотопной размерности {\displaystyle n} — это {\displaystyle n}-мерные многообразия, возникающие как решения уравнений с частными производными.
Итак, {\displaystyle n}-мерное многообразие {\displaystyle M} как диффеотоп может быть интерпретировано двумя крайними способами:
- как диффеотоп диффеотопной размерности нуль. В этом случае оно представляет собой «сообществом», «члены» которого, то есть его точки, несут тривиальную внутреннюю структуру;
- как диффеотоп диффеотопной размерности {\displaystyle n}. В том случае оно не сообщество, а одиночка (точка под социальным углом зрения), оснащённая богатой внутренней структурой.

Общий диффеотоп может представлять собой смесь этих двух крайностей.

### Спектральные последовательности
Рассмотрим два диффеотопа, соответствующих {\displaystyle n}-мерному многообразию {\displaystyle M}:
- нульмерный диффеотоп {\displaystyle {\text{𝒪}}_{M}}. В этом случае {\displaystyle \,{\text{𝒞}}\,D({\text{𝒪}}_{M})=0}, поэтому {\displaystyle \operatorname {sym} ({\text{𝒪}}_{M})=D(M)}, и вторичные векторные поля на многообразии {\displaystyle M} совпадают со стандартными (первичными);
- {\displaystyle n}-мерный диффеотоп {\displaystyle {\text{𝒪}}_{M}^{\,\bullet }}. В этом случае {\displaystyle \operatorname {sym} ({\text{𝒪}}_{M}^{\,\bullet })=0}.

1. Нульмерный диффеотоп. Вычислим {\displaystyle \,{\text{𝒞}}\,}-спектральную последовательность для нульмерного диффеотопа {\displaystyle {\text{𝒪}}_{M}}. Пусть
{\displaystyle \Lambda _{+}^{k}(M)=\sum _{i\geqslant k}{\Lambda ^{i}(M)}.}
Отсюда {\displaystyle \,{\text{𝒞}}\,\Lambda ({\text{𝒪}}_{M})=\Lambda _{+}^{1}(M)}, следовательно, {\displaystyle \,{\text{𝒞}}\,^{k}\Lambda ({\text{𝒪}}_{M})=\Lambda _{+}^{k}(M)}, поэтому
{\displaystyle {\text{𝒞}}\,E_{0}^{p,0}({\text{𝒪}}_{M})=\Lambda ^{p}(M)\quad } и {\displaystyle \quad {\text{𝒞}}\,E_{0}^{p,q}({\text{𝒪}}_{M})=0,} если {\displaystyle q\neq 0.}
Так как {\displaystyle d_{0}\colon {\text{𝒞}}\,E_{0}^{p,q}\to {\text{𝒞}}\,E_{0}^{p,q+1}}, то {\displaystyle d_{0}({\text{𝒪}}_{M})=0}. 
Следовательно,
{\displaystyle {\text{𝒞}}\,E_{1}^{p,q}({\text{𝒪}}_{M})={\text{𝒞}}\,E_{0}^{p,q}({\text{𝒪}}_{M}),}
в частности,
{\displaystyle {\text{𝒞}}\,E_{1}^{p,0}({\text{𝒪}}_{M})=\Lambda ^{p}(M)\quad } и {\displaystyle \quad d_{1}^{p,0}=d} (внешний дифференциал).
Получаем, что первый член {\displaystyle \,{\text{𝒞}}\,}-спектральной последовательности {\displaystyle n}-мерного многообразия {\displaystyle M} совпадает с комплексом де Рама для {\displaystyle M}.
2. {\displaystyle n}-мерный диффеотоп. Вычислим {\displaystyle \,{\text{𝒞}}\,}-спектральную последовательность для {\displaystyle {\text{𝒪}}_{M}^{\,\bullet }}, которая совершенно другая:
{\displaystyle {\text{𝒞}}\,\Lambda ({\text{𝒪}}_{M}^{\,\bullet })=0,}
и тогда
{\displaystyle {\text{𝒞}}\,^{k}\Lambda ({\text{𝒪}}_{M}^{\,\bullet })=0\quad } при {\displaystyle \quad k>0.}
Следовательно,
{\displaystyle {\text{𝒞}}\,E_{0}^{0,q}({\text{𝒪}}_{M}^{\,\bullet })=\Lambda ^{q}(M)\quad } и {\displaystyle \quad {\text{𝒞}}\,E_{0}^{p,q}({\text{𝒪}}_{M}^{\,\bullet })=0,} если {\displaystyle p\neq 0.}
Стало быть, {\displaystyle d_{0}^{0,q}=d} (внешний дифференциал), но {\displaystyle d_{0}^{p,q}=0} при {\displaystyle p\neq 0.}
Поэтому
{\displaystyle {\text{𝒞}}\,E_{1}^{0,q}({\text{𝒪}}_{M}^{\,\bullet })=H^{q}(M)} (когомологии де Рама для {\displaystyle M})
и
{\displaystyle {\text{𝒞}}\,E_{1}^{p,q}({\text{𝒪}}_{M}^{\,\bullet })=0,} если {\displaystyle p\neq 0}.

### Принцип соответствия секондаризации
Рассмотренный материал означает, что в классе диффеотопов нулевой размерности  идентичны стандартным как вторичные векторные поля, так и дифференциальные формы. Обобщим это обстоятельство до следующего общего принципа, которым руководствуются при поиске решения задачи секондаризации.
Принцип соответствия секондаризации. Любое понятие вторичного дифференциального исчисления должно совпадать со своим классическим (первичным) аналогом в случае нулевой диффеотопной размерности.
Замечание. Принцип соответствия секондаризации аналогичен боровскому принципу соответствия в квантовой механике в формулировке Дирака, относящемуся к проблеме квантования.
Принцип соответствия Дирака. Соответствие между квантовой и классической теориями состоит не столько в предельном согласии при {\displaystyle \hbar \to 0}, сколько в том, что математические операции двух теорий подчиняются во многих случаях тем же законам.
Аналог условия «{\displaystyle \hbar \to 0}» для задачи секондаризации есть условие {\displaystyle \operatorname {Dim} ({\text{𝒪}})\to 0}. То, что постоянная Планка {\displaystyle \hbar } действительно постоянна, приводит к двум обстоятельствам:
- условие {\displaystyle \hbar \to 0} имеет исключительно эвристический смысл и его нельзя строго формализовать:
- возможно, существует более «тонкая» версия понятия диффеотопной размерности, при которой эта размерность принимает действительные значения, в этом случае условию {\displaystyle \operatorname {Dim} ({\text{𝒪}})\to 0} будет иметь точный смысл.

## Скаляры вторичного исчисления

### Вторичная точка
В контексте предыдущего раздела естественно неформально рассмотреть диффеотоп {\displaystyle {\text{𝒪}}} (диффеотопной) размерности {\displaystyle n} как «сообщество», состоящее из «индивидуумов» вида {\displaystyle {\text{𝒪}}_{M}^{\,\bullet }}, где {\displaystyle M} — {\displaystyle n}-мерное интегральное подмногообразие в {\displaystyle {\text{𝒞}}({\text{𝒪}})}. Эти подмногообразия суть аналог точек конечномерного гладкого многообразия. Получаем следующее определение.
Вторичная точка — интегральное подмногообразие распределения Картана.
В частности, вторичные точки элементарного диффеотопа {\displaystyle {\text{𝒴}}_{\infty })} совпадают с решениями дифференциального уравнения {\displaystyle {\text{𝒴}}}.

### Вторичное значение в точке
Рассмотрим первичное отображение «значение в точке»
{\displaystyle e_{a}\colon C^{\infty }(M)\to C^{\infty }(M)/{\text{ℐ}}_{a}=C^{\infty }(\{a\})=\mathbb {R} ,}
где {\displaystyle {\text{ℐ}}_{a}=\{f\in C^{\infty }(M)\mid f(a)=0\}} — идеал точки {\displaystyle a\in M}. Вторичный аналог отображения «значение в точке» получатся заменой всех составных частей этой формулы на их вторичные аналоги так:
{\displaystyle M\Longleftrightarrow {\text{𝒪}},}
{\displaystyle M\ni a\Longleftrightarrow L\in {\text{𝒪}},}
{\displaystyle C^{\infty }(M)\Longleftrightarrow {\text{𝒞}}\,E_{1}^{0,*}({\text{𝒪}}),}
{\displaystyle C^{\infty }(\{a\})=\mathbb {R} \Longleftrightarrow {\text{𝒞}}\,E_{1}^{0,*}({\text{𝒪}}_{L}^{\,\bullet })=H^{*}(L),}
где {\displaystyle L} — интегральное подмногообразие в {\displaystyle {\text{𝒞}}\,({\text{𝒪}})}. В результате получаем, что вторичное «значение в точке» {\displaystyle e_{L}} для «вторичной точки» {\displaystyle L} выглядит следующим образом:
{\displaystyle e_{L}\colon {\text{𝒞}}\,E_{1}^{0,*}({\text{𝒪}})\to H^{*}(L)}.
Полученное отображение есть отображение между первыми членами {\displaystyle \,{\text{𝒞}}\,}-спектральных последовательностей для {\displaystyle {\text{𝒪}}} и {\displaystyle {\text{𝒪}}_{L}^{\,\bullet }}, которое индуцировано каноническим вложением {\displaystyle L\hookrightarrow {\text{𝒪}}}.

### Вторичное исчисление скаляров
Из материала предыдущего раздела получаем, что алгебра когомологий де Рама {\displaystyle H^{*}(L)} для «вторичной точки» {\displaystyle L} должна служить вторичным аналогом алгебры скаляров {\displaystyle \mathbb {R} }, которая соответствует точке многообразия. Отсюда следуют два соображения:
- во вторичном исчислении скаляры не являются абсолютными и варьируются от одной вторичной точки к другой. Это идёт вразрез с поведением «классических скаляров» по той причине, что классические точки обладают тривиальной внутренней структурой и поэтому неотличимы друг от друга;
- такая зависимость скаляров от точки не нова. Например, такое бывает в алгебраической геометрии.

По-настоящему новое явление возникает при поиске вторичного аналога понятию векторного пространства над данной алгеброй скаляров, появляется тонкие моменты. Например, поиск правильной интерпретации для умножения скаляров {\displaystyle \mu \colon \mathbb {R} \times \mathbb {R} \to \mathbb {R} }, для которого внешнее умножение в {\displaystyle H^{*}(L)} не подходит. В этой ситуации необходимо развить вторичную линейную алгебру.